# Manuel Firmo
Manuel Firmo (Barreiro, 9 de setembro de 1909 — Barcelona, 30 de janeiro de 2005) foi um militante anarcossindicalista, esperantista e escritor português, combatente da Guerra Civil Espanhola pela Facção republicana, prisioneiro no Campo de concentração de Gurs, no Campo de Concentração de Argelès-sur-Mer e pelo regime do Estado Novo no Campo de Concentração do Tarrafal. Autor do livro autobiográfico Nas Trevas da Longa Noite.

## Biografia

### Juventude
Manuel Firmo tinha dois irmãos mais novos. O seu pai trabalhava como maquinista do Caminho de Ferro do Sul e Sueste, tendo sido transferido para Faro em 1914. Será por isso nesta cidade que Manuel Firmo irá frequentar a escola primária. A família retorna ao Barreiro em Dezembro de 1918.
O primeiro emprego de Manuel Firmo será como operário de uma fábrica corticeira, aos 12 anos de idade. Será despedido após aderir a uma greve. Posteriormente trabalhará como servente de pedreiro, contínuo nos escritórios da CUF, dos quais será despedido por não querer denunciar dois colegas, e por fim mais uma vez operário corticeiro.

### Esperantista
Integra o grupo "Terra e Liberdade" que edita no Barreiro um jornal diário desse mesmo nome, nos anos de 1930 e 1931. A instrução intelectual de Manuel Firmo será por si obtida através da frequência da Biblioteca da Associação dos Corticeiros e da Biblioteca do Sindicato dos Ferroviários. É nesta época que Manuel Firmo trava conhecimento com a Sociedade Esperantista Operária Barreirense, que passa a integrar. Torna-se um convicto adepto do Esperanto, do qual viria a ser professor, inclusive nos campos de concentração onde anos depois estará preso. Aprende a profissão de serralheiro nas Oficinas Gerais do Caminho de Ferro do Sul e Sueste.

### Caso do vapor Évora
Manuel Firmo esteve envolvido na resistência activa à acção da Polícia de Vigilância e Defesa do Estado de 23 de Maio de 1936 nas Oficinas Gerais dos Caminhos‐de‐Ferro do Sul e Sueste, à qual a PVDE se desloca para prender o serralheiro José Francisco. Os operários, entre eles vários importantes futuros agentes políticos como Jaime Serra, em solidariedade com o colega, perseguiram a polícia política à pedrada até ao histórico navio Évora no qual os agentes fugiram para Lisboa, respondendo a tiro às pedras arremessadas pelos operários, ferindo 4 trabalhadores. A grande maioria dos operários presentes seria suspenso ou despedido. No dia 5 de Junho, agentes da polícia política patrulham num veículo dotado de metralhadora as ruas do Barreiro visando a detenção dos ferroviários José Pedro dos Santos, Rodas Nepervil Pinto de Sousa, Augusto Ferreira Durant e Amadeu dos Santos Silva, Reinaldo de Castro, Manuel António Boto, Manuel António Ferro e Manuel Firmo.

### Fuga para Espanha
Perseguidos pela Polícia de Vigilância e Defesa do Estado em função do seu envolvimento no caso do vapor Évora, Manuel Firmo e Manuel Boto, companheiros anarcosindicalistas do sindicato ferroviário, atravessam a 7 de Junho de 1936 a fronteira de Portugal para Espanha. Detidos pela polícia espanhola em função da travessia ilegal da fronteira, Manuel Firmo fica preso em Badajoz. Passadas semanas de prisão, escreve a Bernardino Machado, então exilado em Madrid, que consegue obter a sua libertação.

### Guerra Civil Espanhola
Acabado de ser colocado em liberdade, Manuel Firmo parte para Madrid onde assiste ao eclodir do Golpe de Estado Fascista de Julho de 1936. Junta-se às milícias da Confederação Nacional do Trabalho, integrando o batalhão número 140 da Brigada Internacional, e parte para a frente de batalha em Somosierra. É ferido por estilhaço de granada. Mais tarde estará ao serviço da aviação republicana como sargento mecânico. Será evacuado para Barcelona em resultado das derrotas dos republicanos e, após a conquista de Barcelona pelos franquistas será um dos muitos milhares de refugiados que em simultâneo atravessarão a pé os Pirenéus para atravessar a fronteira com a França.

### Refugiado em França
Será um dos milhares de refugiados da Guerra Civil Espanhola detidos no Campo de Concentração de Argelès-sur-Mer, e posteriormente, no Campo de concentração de Gurs. Com o eclodir da Segunda Guerra Mundial e a declaração de guerra dos Aliados à Alemanha, Manuel Firmo conseguirá sair do campo de concentração para trabalhar numa fábrica de material aeronáutico nos arredores de Toulouse. Com a derrota da França na guerra será aprisionado de novo no campo de concentração de Argelès-sur-Mer. Será posteriormente integrado em unidades de trabalhos forçados destinadas a colmatar a ausência de mão de obra perdida na guerra.

### Regresso a Portugal
Manuel Firmo decide fugir de França para Portugal de modo a não ser forçado a integrar a unidade de trabalhadores refugiados espanhóis enviados à Alemanha pela França de Vichy. Será capturado ao tentar atravessar a fronteira entre Espanha e Portugal, e será aprisionado por motivos políticos durante meses nas cadeias do Aljube, de Caxias e do Forte de Peniche, até ser encarcerado, sem julgamento, no Campo de Concentração do Tarrafal. Beneficiará da amnistia decretada pelo Estado Novo com o fim da Segunda Guerra Mundial e será libertado em 1945, após 53 meses de prisão. Impossibilitado de encontrar emprego em Portugal, partirá para Angola, acompanhado da sua esposa, Josefa Ramos.

### Após a Revolução dos Cravos
Manuel Firmo e Josefa Ramos refugiar-se-ão em Barcelona a partir de 1964. Após a Revolução dos Cravos permanecerão nesta cidade, embora mantendo estreitas relações com Portugal, que visitarão todos os verões. Manuel Firmo será colaborador assíduo do jornal A Batalha e membro do Centro de Estudos Libertários de Lisboa. Em 1977 publica o seu importante registo documental de memórias Nas Trevas da Longa Noite.

## Obras
- Nas Trevas da Longa Noite: Da Guerra de Espanha ao Campo do Tarrafal, 1977, Mem Martins, Edições Europa-América;[6]
- Caderno d' A Batalha, 2003, Jornal A Batalha;
- Escritos Inéditos